# Octave Landuyt
Octave Landuyt (Gent, 26 december 1922 – Heusden (Oost-Vlaanderen), 5 augustus 2024) was een Vlaams kunstschilder, beeldhouwer (brons en keramiek), juwelenontwerper, graficus, industrieel ontwerper en ontwerper van toneeldecors, kostuums, textiel, meubelen, tapijten. Hij behaalde verschillende onderscheidingen en prijzen en is vertegenwoordigd in talrijke binnen- en buitenlandse musea en kunstverzamelingen. Landuyt volbracht een volledige loopbaan als leraar, aanvankelijk aan het Koninklijk Atheneum van Kortrijk, en vanaf 1954 aan de Rijksnormaalschool te Gent (het huidige HoGent) waar hij aan de wieg stond van de eerste lerarenopleiding Plastische Opvoeding in België.

## Biografie
Landuyt werd geboren op 26 december 1922 in Gent. Vanwege het werk van zijn vader moest het gezin vaak verhuizen. Zo woonden de Landuyts in Eeklo (1929) en Kortrijk (1931). Uit de kleiputten haalde hij materiaal om grote figuren te boetseren. De grote metalen voorwerpen waaraan schepen zich ankeren langs het kanaal Kortrijk-Bossuit zouden later zijn typische vormen laten ontstaan voor vele werken. Naast de wetenschappelijke humaniora doorliep hij met succes de teken- en schilderacademie van Kortrijk. Hij kreeg een technisch-ambachtelijke vorming die in heel zijn verdere œuvre te zien is. In 1946 en 1947 behaalde hij de hogere diploma’s aan de middenjury.
In 1965 vestigde hij zich in Heusden bij Gent.
Landuyt overleed op 5 augustus 2024 op 101-jarige leeftijd.

## Tentoonstellingen

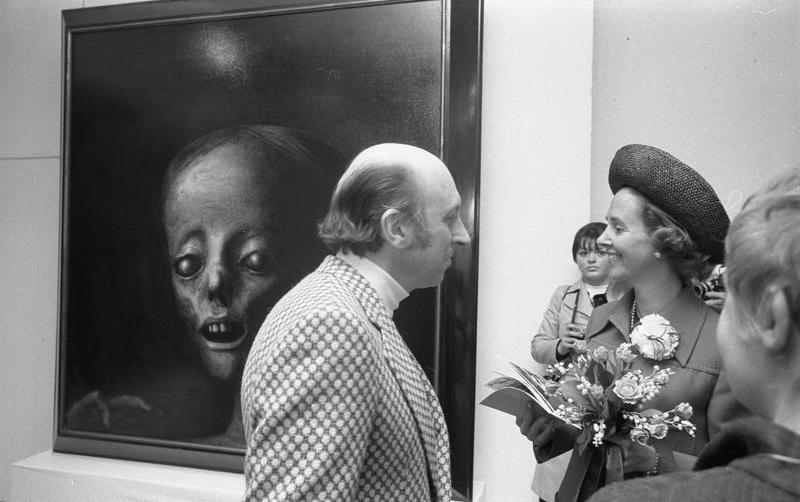
Octave Landuyt in gesprek met koningin Fabiola tijdens een staatsbezoek in Keulen (28 april 1971)

In 1973 organiseerde het Gentse stadsbestuur in samenwerking met het toenmalige Ministerie van Nederlandse Cultuur de "Retrospectieve tentoonstelling Octave Landuyt" in de Sint-Pietersabdij.
Vierendertig jaar later, van 11 mei tot en met 26 augustus 2007, organiseerde de Stad Gent in Kunsthal Sint-Pietersabdij opnieuw een Landuyt-tentoonstelling onder de naam Ricorso; dit was een totaaloverzicht van zijn œuvre. Ongeveer in dezelfde periode was er ook werk te zien in het Caermersklooster te Gent en in het "Museum van Deinze en de Leiestreek".
In 2022 werd de tentoonstelling "Aurum Flandriae" gehouden in Antwerpen ter ere van zijn honderdste verjaardag.

## Werk
Aanvankelijk zocht Landuyt inspiratie binnen droom- en waanbeelden. Zijn onderwerpen verwijzen vaak naar dood, dreiging en verval. Zijn vroege werk sloot nauw aan bij de nationaal en internationaal sterk aanwezige magisch-realistische en surrealistische stromingen.
Later produceerde hij abstract werk (uitvergrotingen) met een voorkeur voor het tragische. Begin de jaren 60 keerde hij terug naar de figuratie en schilderde hij een aantal monumentale gezichten en dieren. Dit was het belangrijkste fragment van zijn oeuvre. Leven en dood staan centraal.
Landuyt is de ontwerper van het befaamde logo met het zeepaardje van de firma Van Marcke Sanitair.

### Secundaire literatuur
- De Cnodder R, Monografie Octave Landuyt, De Branding, Antwerpen, 1959.
- Ballegeer, J.P, Octave Landuyt, Arts et Voyages, Lucien De Meyer, Brussel, 1970.
- Langui, E, Octave Landuyt, André De Rache, Brussel, 1973.
- D'Haese J, De ateliers van Octave Landuyt, Uitgeverij Van Spijk BV, Venlo, 1980.
- Mazars P, Art Poche, Landuyt: rendre crédible l'imaginaire, Les Editeurs d'Art Associés, Brussel, 1983.
- Saegeman E, Het fossiele licht of Landuyt's alleenspraak, Kritak en Var, Leuven, 1993.
- Saegeman E, Octave Landuyt, beelden en denkbeelden, Koninklijk Museum voor Schone Kunsten, Antwerpen, 1994.
- Roberts-Jones, Ph, Octave Landuyt, Aurum Flandriae, Roularta Art Books, Zellik, 1994.
- Landuyt O, Jij bijvoorbeeld, Schleiper, Hasselt, 2000.
- Saegeman E, Octave Landuyt, Ricorso delle cose humane, Stichting Kunstboek, Oostkamp, 2007.
- Stalmans, J, Octave Landuyt, Conversations avec Jan Stalmans, Editions Tandem, Gerpinnes, 2008.

### Catalogi van tentoonstellingen
- Catalogus van de openingstentoonstelling van het Cultureel Centrum “De Brakke Grond”, Amsterdam, van 23 mei tot 1 juli 1981. Octave Landuyt. W.Ruyslinck. Brussel: Ministerie van de Nederlandse Cultuur, België, 1981.
- Catalogus van de tentoonstelling in het Museum voor Schone Kunsten van Mons, van 20 februari tot 10 april, 1988. Szymcowicz invite Landuyt. G. Gilsoul, O. Landuyt, P. Mazars, Ch. Szymcowicz, P. Caso. Charleroi, Le Crache Noir, 1988.
- Catalogus van de overzichtstentoonstelling in het Taiwan Museum of Art van 1 februari tot 6 april 1992. Octave Landuyt, Paintings, Jewels, Sculptures. Dang Ho Liu, P. Mazars, Ph. Cruysmans, J. D’Haese, O.Landuyt, E. Langui, J.Gerard, Nicolaeff, Van Bouwel, E. Saegeman, Van Stenuit, Ph.Roberts-Jones. Taiwan, The Editorial Committee of the Taiwan Museum of Art, 1992.
- Catalogus van de tentoonstelling in het Casino van Knokke-Heist van 4 tot 26 april, 1992. Octave Landuyt. J.D’Haese, E. Saegeman. Gent, Van Langenhove, 1992.
- Catalogus van tentoonstelling Octave Landuyt en Charles Szymkowicz in het Museum voor Schone kunsten van Mons van 17 februari tot 31 maart, 1996. Octave Landuyt, Charles Szymkowicz, A corps perdu, corps retrouvé, Léo Ferré, E. Van Bastelaer, M.Lafosse,J.D’Haese, E.Saegeman, P.Caso, O.Landuyt, Ch.Szymkowicz. Charleroi, Le Crache Noir, 1996.

## Media
Octave Landuyt eindigde in 2005 op nr. 577 in de Vlaamse versie van De Grootste Belg. Striptekenaar Marc Sleen was vriend en fan van Octave Landuyt. In "De avonturen van Nero en Co" werd er af en toe met een knipoog naar Landuyt verwezen (o.a. in "De bom van Boema" en "Zwarte November").